# Pteraspis
Pteraspis és un gènere extint dels peixos àgnats primitius de la classe Pteraspidomorfs que van viure en el període Devonià.

## Característiques
Com altres heterostracis, Pteraspis tenia un blindatge armat que cobria la part frontal del seu cos. Encara que mancava d'aletes a part d'una cua lobulada, es pensa que hauria estat bon nedador, gràcies a les protuberàncies rígides derivades de les seves làmines branquials (parts de l'armadura que cobrien les seves brànquies), semblants a ales. Això, juntament amb el rostrum (projecció nasal) en forma de banya, feia de Pteraspis una forma molt aerodinàmica, una qualitat perfecta per a un bon nedador. Pteraspis també tenia algunes espines rígides en la seva part posterior, possiblement una forma addicional de protecció contra els depredadors. Es creu que s'alimentava de bancs de plàncton poc profunds, amb prou feines sota la superfície de l'oceà.